# Resolutie 7 Veiligheidsraad Verenigde Naties
Resolutie 7 van de Veiligheidsraad van de Verenigde Naties was de zevende resolutie van de VN-Veiligheidsraad in diens eerste werkjaar. De tekst werd in delen aangenomen en niet in zijn geheel gestemd. De Veiligheidsraad besloot de situatie in Spanje op te volgen, maar verder nog geen acties te ondernemen.

## Achtergrond
Generaal Francisco Franco regeerde Spanje van 1939 tot zijn dood in 1975 als een dictator. Een lidstaat van de VN vroeg de Veiligheidsraad om te verklaren dat de situatie in Spanje internationale spanningen veroorzaakte en de vrede en veiligheid in gevaar bracht. Eerder al was Franco's regime veroordeeld op de conferenties in Potsdam en San Francisco. In zijn vierde resolutie van 29 april kwam de Raad tot een morele veroordeling van Franco's regime en besloot men een subcomité op te richten om de zaak onder de loep te nemen. Dit comité moest tegen eind mei terug rapporteren.

## Inhoud
Het subcomité bevestigde de feiten waarop de veroordeling van Franco's regime op de conferenties van Potsdam en San Francisco gebaseerd was.
De Veiligheidsraad besloot de situatie in Spanje in het oog te houden en klaar te zijn om actie te ondernemen mocht dat nodig worden om de internationale vrede en veiligheid te bewaren. Elk lid van de Veiligheidsraad mocht de zaak te allen tijde terug op tafel brengen.

## Verwante resoluties
- Resolutie 4 Veiligheidsraad Verenigde Naties over de vorming van een onderzoekssubcomité.
- Resolutie 10 Veiligheidsraad Verenigde Naties verwees de zaak door naar de Algemene Vergadering van de Verenigde Naties.

Lijst ·  1 ·  2 ·  3 ·  4 ·  5 ·  6 ·  7 ·  8 ·  9 ·  10 ·  11 ·  12 ·  13 ·  14 ·  15